# Cinéma turc

Le cinéma turc

Le cinéma turc fait partie intégrante de la culture populaire turque, au point que, dans les années 1960 et 1970, la Turquie est le cinquième plus grand producteur mondial de films (environ 300 films produits par année). Ces films populaires sont pour la plupart produits dans les studios de Yeşilçam (signifiant « Pin vert ») à Istanbul.
Depuis la Palme d'or de Yılmaz Güney pour Yol au Festival de Cannes en 1982, le cinéma turc navigue entre un cinéma d’auteur reconnu à l’étranger (comme Winter Sleep, également Palme d'or en 2014) et un cinéma commercial à succès vu essentiellement en Turquie.

## Histoire

### 1896-1922: origines
Les premières projections des films Lumières ont lieu en Turquie à la cour ottomane en 1896.
En 1911, les Frères Manákis filment un documentaire intitulé La Visite du sultan Mehmet V Reşat à Monastir, dans les Balkans encore sous domination ottomane. D'autres films documentaires sont réalisés en Turquie dans les années 1910 et 1920 par Fuat Uzkınay (en), considéré comme le premier réalisateur turc.

### 1923-1950: les «Gens de théâtre» (tiyatrocular) et les «Cinéastes» (sinemacilar)
Le 29 novembre 1923, la république de Turquie est proclamée. Mustafa Kemal, élu président, déplace la capitale d’Istanbul à Ankara. Il sécularise, occidentalise et modernise également le pays à travers plusieurs réformes.
Dans les années 1920 et 1930, le seul réalisateur de Turquie est Muhsin Ertuğrul. Il tourne une trentaine de films jusqu'en 1953, essentiellement des adaptations théâtrales. Il a également tourné en Allemagne et au studio d'Odessa en URSS.

### 1950-1980: la période de Yeşilçam
Yeşilçam (« Pin vert ») est une métonymie pour l'industrie turque du film, à l'instar de Hollywood aux États-Unis ou Pinewood au Royaume-Uni. Le nom de Yeşilçam provient de la rue Yeşilçam dans le district Beyoğlu à Istanbul, sur la rive européenne du Bosphore.
Durant l’âge d’or du cinéma turc qui a duré des années 1950 au début des années 1980, les studios de Yeşilçam à Istanbul produisaient jusqu’à trois cents longs-métrages chaque année, ce qui en a fait le cinquième producteur mondial de films dans les années 1970. Tournés très rapidement avec de petits budgets, ces films très populaires auprès d’un public turcophone, s’inspiraient principalement du genre mélodramatique, mais aussi des films d’action et d’aventures, des comédies romantiques et des westerns « kebab ». Outre par un budget modique, une bande-son iconoclaste et des intrigues absurdes, les productions de Yeşilçam se caractérisent par une productivité du tonnerre et un star-système digne d’Hollywood.
Dès les années 1950 et 1960, le système a ses pinups et ses play-boys gominés, surnommés les « jön » (se prononçant exactement comme le mot français « jeune »). Ces acteurs ne sont pas formés au métier – ils peuvent être embauchés à la suite de concours dans des magazines –, apportent leurs propres costumes sur le tournage et font eux-mêmes les éventuelles cascades des films d’action. De même, le son n’est pas enregistré en direct et les dialogues sont doublés par des comédiens de théâtre.

#### La vague érotique des années 1970[3]
Dans les années 1970, à la suite de l’apparition de la télévision publique et à la baisse de la fréquentation des salles de cinéma, les studios de Yeşilçam réagissent à cette nouvelle concurrence en produisant des films à caractère sexuel imitant les comédies érotiques italiennes : le Yeşilçam porno ou Seks furyası est né,.
Ces films érotiques, qui ressemblent beaucoup aux autres productions de Yeşilçam, suivent souvent les codes des genres populaires de l’époque : la comédie, la romance, l’aventure, le policier et même le western. À ceci près que des séquences « chaudes » sont insérées dans la trame du film et qu’elles peuvent être coupées à la demande du distributeur.
Parmi ces films, citons : Parçala Behçet (1972) de Melih Gülgen, premier film turc considéré comme érotique et premier d’une longue série avec l’acteur Behçet Nacar, Beş Tavuk Bir Horoz (Cinq poules un coq, 1974) qui « turquifie » le film italien Homo Eroticus (1971) de Marco Vicario, Ah Deme Oh De (Ne dis pas Ah, dis Oh, 1974), Muz sever misin? (Aimes-tu la banane ?, 1975), Bekaret Kemeri – Sevişme Tekniği (Ceinture de chasteté – Techniques pour faire l’amour, 1975), Biyonik Ali futbolcu (Ali le footballeur bionique, 1978), Karpuzcu (Le vendeur de pastèques, 1979) ou Gece Yaşayan Kadın (La femme qui vit la nuit, 1979).
Vu le succès grandissant de ces productions, même les réalisateurs et les acteurs célèbres du cinéma traditionnel délaissent les amourettes ou les combats virils qui ne font plus autant recette pour se tourner vers le genre érotique, à l'instar du réalisateur Şerif Gören dans Taksi Şoförü (Le chauffeur de taxi, 1976), interprétés par le play-boy Kadir İnanır et la débutante Banu Alkan. Le film est entrecoupé de scènes érotiques suggestives et d’une séquence plus explicite et très sensuelle qui mêle des images d’une voiture en train de déraper avec des gros plans d’un couple s’embrassant. Sorti la même année que le Taxi Driver de Martin Scorsese, Taksi Şoförü est l’un des premiers films de Şerif Gören. Six ans plus tard, le réalisateur recevra avec Yılmaz Güney la Palme d’or du Festival de Cannes pour Yol (La permission, 1982).
En 1975, la moitié des 225 films produits en Turquie sont érotiques et cette proportion augmente même à deux tiers en 1979 ! 1979 ouvre aussi une deuxième phase de films érotiques avec le premier long-métrage turc vraiment pornographique : Öyle Bir Kadın Ki (Une femme comme ça, 1979) de Naki Yurter. Alors qu’auparavant, quand les réalisateurs souhaitaient ajouter des scènes de sexe explicites à leurs œuvres, soit les acteurs les simulaient, soit les cinéastes s’occupaient d’emprunter ces séquences à des œuvres étrangères, dans ce film rien n’est simulé. Si certains de ces films banalisent une certaine violence inculquée aux femmes (enlèvements, viols et autres agressions), d’autres ridiculisent ouvertement la domination masculine comme Sekreter (La secrétaire, 1985) de Temel Gürsü, ou alors donnent le rôle principal à des femmes fortes et indépendantes comme l’actrice Türkân Şoray dans Metres (La maîtresse, 1983) d’Orhan Elmas.
En 1980, le coup d’État militaire jugule Yeşilçam et cette intense Seks furyası — même si des films érotiques seront encore produits et diffusés par la suite —.
Porté par une censure sévère et une idéologie « islamique-nationaliste », le nouveau pouvoir conservateur et autoritaire interdit les séquences pornos dans les salles, interdictions qu’encore récemment le parti AKP a renforcées et étendues. Malgré tout, le marché du film érotique est relancé dès les années 1980 grâce à la cassette vidéo. Encore actuellement, les Turcs resteraient des grands consommateurs de films pornos et érotiques sur cassettes VHS, chaînes satellites et internet.
Mais il faudra attendre Ömer Lütfi Akad pour voir un réalisateur se faire connaître à l'international. D'autres réalisateurs suivront sa voie tels que Metin Erksan ou Atıf Yılmaz.

### 1980-2000: l'après Yeşilçam
Durant cette période, ont été particulièrement actifs les réalisateurs suivants :
- Metin Erksan (1929-2012)
- Halit Refiğ (1934-2009)
- Yılmaz Güney (1937-1984), Le Troupeau (1979), Düşman (1980), Yol, la permission (1982), Le Mur (1983)
- Çetin İnanç (1941-)
- Zeki Ökten (1941-2009)
- Erden Kıral (1942-)
- Ömer Kavur (1944-2005), Le Lac (1982), L'Hôtel de la mère patrie (1986)
- Zülfü Livaneli (1946-)
- Yavuz Turgul (1946-): Muhsin Bey (1987), Eşkıya (1996), Gönül Yarası (2005), Av Mevsimi (2010)
- Tevfik Başer (de) (1951-)
- Osman Sınav (en) (1956-)
- Nuri Bilge Ceylan (1959-), Kasaba (1997), Nuages de mai (1999)
- Ferzan Özpetek (1959-), Hammam (1997), Le Dernier harem (1999)
- Zeki Demirkubuz (1964-)

La loi turque sur le cinéma, adoptée en 1986, interdit toute forme de « propagande séparatiste » ou de tout ce qui lui est assimilé. Évoquer les actions répressives et les exactions de l'armée turque dans le cadre du conflit kurde est ainsi illégal.

## Depuis 2000
Même vu d'Europe occidentale, le cinéma turc ne se résume pas à Nuri Bilge Ceylan. Les films de cinéma et de télévision sont très nombreux. Et surtout, un nouveau cinéma germano-turc s'impose.
- Nuri Bilge Ceylan (1959-) : Uzak (2002), Les Climats (2006), Les Trois Singes (2008), Il était une fois en Anatolie (2011), Winter Sleep (2014), Le Poirier sauvage (2018), Les Herbes sèches (2023)
- Yeşim Ustaoğlu (1960-) : Aller vers le soleil (1999), En attendant les nuages (2003), La Vie sur leurs épaules (2004), La Boîte de Pandore (2008), Araf (2012), Clair-obscur (2016)
- Semih Kaplanoğlu (1963-) : La Chute de l'ange (2005), Yumurta (2007), Miel (2010), La Particule humaine (2017), Les Promesses d'Hasan (2021)
- Zeki Demirkubuz (1964-)
- Derviş Zaim (1964-)
- Çağan Irmak (1970) : Çilekli Pasta (Tarte Fraise) (2000), Bana Şans Dile (Souhaite-moi bonne chance ) (2001), Mustafa Hakkında Her Şey (2004), Mon père et mon fils (Babam ve Oğlum) (2005), Ulak
- Emin Alper (1974-) : Derrière la colline (2012), Frenzy (2015), Les Sœurs (2019), Burning Days (2022)
- Cinéma italo-turc : Ferzan Özpetek (1959-), Tableau de famille (2001), La Fenêtre d'en face (2003), Saturno contro (2006), Le Premier qui l'a dit (2010), Magnifica presenza (2012), Rosso Istanbul (2017), Pour toujours (2019)...
- Cinéma germano-turc
  - Fatih Akin (1973-), L'Engrenage (1998), Head-On (2004), Crossing the Bridge (2005), De l'autre côté (2007), Soul Kitchen (2009)|
  - Kutluğ Ataman, Lola + Bilidikid (1999), Zwei Mädchen aus Istanbul (2005)
  - Thomas Arslan (1962-), Ferien, chronique d'un été (2007), Bright Nights (2017)

#### Films
- Films turcs
- Listes de films turcs (en)
- Liste de films turcs d'animation (tr)
- Liste de films turcs candidats à l'Oscar du meilleur film en langue étrangère (en)
- Liste de films nommés et vainqueurs au Prix du cinéma européen (en)
- Turksploitation (en) (adaptations non autorisées de succès américains (cinéma et télévision)

#### Personnalités
- Réalisateurs turcs, Scénaristes turcs
- Liste alphabétique de réalisateurs turcs
- (en) Réalisateurs, Scénaristes, Compositeurs, Acteurs